# Pavel Kouřil
Pavel Kouřil (Kyjov, 1950. február 14. –) cseh régész, történész, a brünni Régészeti Intézet vezetője.

## Élete
1969–1974 között a brünni Masaryk Egyetemen tanult. 1975-ben a Slavkovi Városi Múzeumban helyezkedett el. 1978-ban szigorlati munkát tett és 1979-ben a brünni Régészeti Intézet opavai részlegének munkatársa lett. 1990-től ezen részleg vezetője volt, az ostravai műemlékvédelmi hivatalhoz való átkerülésükkor is. 1993-ban a tudományok kandidátusa lett. 1993-tól Brünnben dolgozik, 1998 óta a brünni Régészeti Intézet vezetője. 2001-ben a pozsonyi Comenius Egyetemen habilitált és docens lett.
Elsősorban középkori és szláv régészettel foglalkozik.

## Művei
- 1994 Slovanské osídlení českého Slezska. Brno ISBN 80-901679-3-4
- 2000 Hrady českého Slezska. Brno. ISBN 80-86023-22-2 (tsz. Dalibor Prix, Martin Wihoda)
- 2008 Východní Morava v 10. až 14. století. Brno. ISBN 978-80-7028-319-6 (tsz. Luděk Galuška, Jiří Mitáček)
- 2013 Slovanský kostrový mohylník ve Stěbořicích. Brno. ISBN 978-80-86023-88-5 (tsz. Markéta Tymonová)